# Iodothyronine désiodase de type 2
 (novembre 2023).
L’iodothyronine désiodase de type 2 ou D2 est une enzyme catalysant la conversion de la thyroxine ou T4 (prohormone thyroïdienne, peu active) en triiodothyronine ou T3, la forme la plus active de l'hormone thyroïdienne. Il s'agit de l'un des deux types de thyroxine 5'-désiodase (EC 1.97.1.10).
Des recherches sur cette enzyme concernant ses applications possibles contre l'obésité ont été publiées dans la revue Nature début 2006. Les observations effectuées par l'équipe ont montré que l'administration d'acides biliaires à des patients nourris avec une alimentation riche en graisse permettait de lutter contre l'obésité et la résistance à l'insuline. Leurs expériences ont permis de démontrer que cet effet était dépendant de l'activation de l'iodothyronine désiodase de type 2 (D2).

## Effets des acides biliaires sur la prise de poids
À l'origine de cette recherche, l'observation chez des souris que la supplémentation d'acides biliaires (et en particulier de l'acide cholique) à un régime alimentaire riche en graisse préservait de la prise de poids par le stockage de lipides dans le tissu adipeux brun. On a également observé que des souris obèses recouvraient leur poids normal si on leur administrait des acides biliaires.

## Rôle de l'iodothyronine désiodase de type 2 (D2) dans la prévention de l'obésité entraînée par la prise d'acides biliaires
On ne connaît qu'un seul récepteur aux acides biliaires et dont on sait qu'il répond par la production d'AMPc (Adénosine Mono-Phosphate Cyclique) à partir d'ATP (Adénosine Tri-Phosphate) : le récepteur TGR5 couplé à la protéine G.
L'expression de la D2 est régulée par la voie de l'AMPc et en particulier par un élément de réponse à l'AMPc (CRE) identifié au niveau du promoteur du gène DIO2 codant la D2.
Les acides biliaires vont donc se lier à leur récepteur TGR5 qui va, en réponse, produire de l'AMPc. Celui-ci va alors permettre la stimulation de l'expression de la D2 par le biais de l'activation de l'élément de réponse à l'AMPc, le CRE.
La hausse de l'expression de la D2 permet d'augmenter la conversion de la T4 peu active en T3 très active et donc d'en accroître les effets, dont la hausse du métabolisme de base par la mobilisation des réserves de glucides, lipides et protides.
Des résultats semblables ont été obtenus sur des cellules humaines in vitro (cellules de myoblaste de muscle squelettique), ce qui laisserait présager une possible application à l'homme dans le cadre de la lutte contre l'obésité.